# Haima Commercial Vehicle

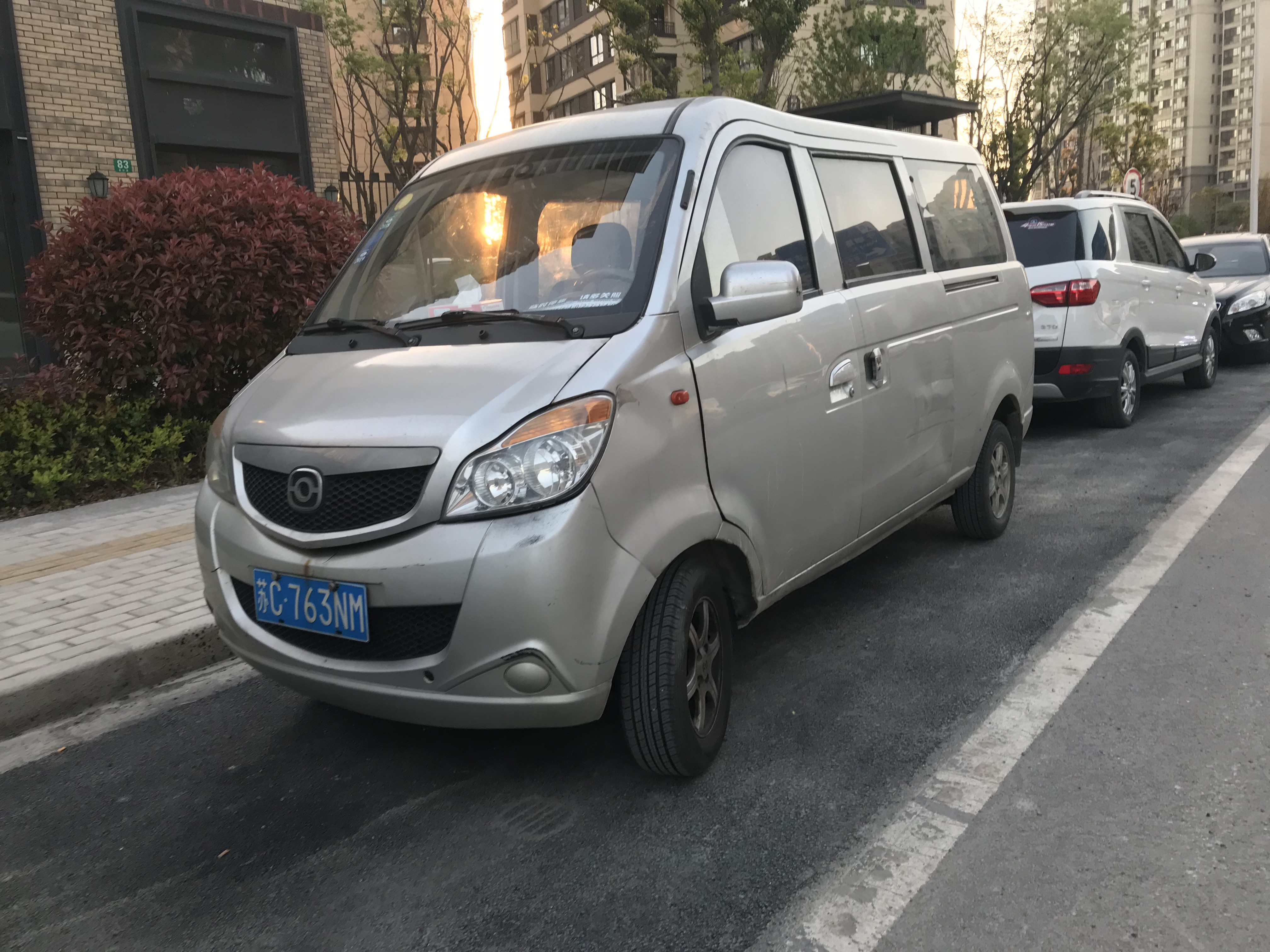
Haima Fstar

Haima Commercial Vehicle ist ein Hersteller von Automobilen aus der Volksrepublik China.

## Unternehmensgeschichte
Im März 2007 erwarb die Hainan Automobile Group die Zhengzhou Light Vehicle Auto Corporation aus Zhengzhou. Daraufhin gründete sie in derselben Stadt sowohl dieses Unternehmen als auch Haima Car.

## Fahrzeuge
Das Unternehmen stellt kleine Nutzfahrzeuge her. Sie werden unter der Marke Haima vertrieben. Genannt wird der Haima Fstar.